# Polinomi de Fekete

Arrels del polinomi de Fekete per a p = 43

En matemàtiques, un polinomi de Fekete és un polinomi
{\displaystyle f_{p}(t):=\sum _{a=0}^{p-1}\left({\frac {a}{p}}\right)t^{a}\,}
on {\displaystyle \left({\frac {\cdot }{p}}\right)\,} és el símbol de Legendre per a un número enter p > 1.
Aquests polinomis van ser coneguts en estudis del segle xix sobre les funcions L de Dirichlet, i en realitat pel mateix Peter Gustav Lejeune Dirichlet. Han adquirit el nom de Michael Fekete, que va observar que l'absència de t zero reals del polinomi de Fekete amb 0 < t < 1 que implica una absència del mateix tipus per a la funció L.
{\displaystyle L\left(s,{\dfrac {x}{p}}\right).\,}
Això té un interès potencial considerable en la teoria de nombres, en relació amb l'hipotètic zero de Siegel a prop de s = 1. Si bé els resultats numèrics per a casos reduïts van indicar que hi havia pocs zero reals, altres anàlisis revelen que aquest efecte pot ser un «nombre reduït».